# Заец, Данила Кириллович
Данила Кириллович Заец (1914, село Дмитриевка, Змиевский уезд, Харьковская губерния, Российская империя — 1992, посёлок Курдюмовка, Бахмутский район, Донецкая область, Украина) — бригадир тракторной бригады совхоза «Никитовский» Министерства совхозов СССР, Дзержинский район Сталинской области, Украинская ССР. Герой Социалистического Труда (1949).

## Биография
В 1914 году в крестьянской семье в селе Дмитриевка Змиёвского уезда. С раннего возраста трудился в сельском хозяйстве. С 1930 года проживал в селе Курдюмовка. После окончания курсов механизации трудился механизатором в совхозе «Никитовский» Дзержинского района. С 1936 по 1938 года служил в 18-м кавалерийском полку Киевского военного округа. После увольнения из армии продолжил трудиться бригадиром тракторной в совхозе «Никитовский». В сентябре 1941 года эвакуировался в Сталинградскую область, затем — в Челябинскую область, где трудился бригадиром в одном из местных сельскохозяйственных предприятий. После освобождения в сентябре 1943 года Донбасса от немецко-фашистских оккупантов возвратился в Дзержинский район. Восстанавливал разрушенное совхозное хозяйство.
В 1948 году бригада под его руководством получила 30,8 центнеров пшеницы на участке площадью 150 гектаров. Указом Президиума Верховного Совета СССР от 14 мая 1949 года удостоен звания Героя Социалистического Труда за «получение высоких урожаев пшеницы в 1948 году» с вручением ордена Ленина и золотой медали «Серп и Молот» (№ 3605).
Этим же указом званием Героя Социалистического Труда были награждены труженики совхоза «Никитовский» управляющий фермой Иван Васильевич Кочегаров и звеньевая Мария Феоктистовна Христич.
Трудился в совхозе до выхода на пенсию в 1974 году. Проживал в посёлке Курдюмовка Бахмутского района. Умер в 1992 году. Похоронен на местном кладбище.